# Atelier Mattelon
L'Atelier Mattelon est un atelier de tissage situé dans le 4e arrondissement de Lyon, en France, au numéro 10 de la rue Richan. Il est inscrit au titre des monuments historiques depuis 2013,.

## Inscription
Sont inscrits l'ensemble des toitures et des façades, y compris celle de l'atelier sur cour, et l'ensemble de l'atelier du deuxième étage.